# Grotte La Merveilleuse
La grotte La Merveilleuse est une grotte touristique située sur la route de Philippeville à Dinant, dans la province de Namur en Belgique.

## Historique
C'est en 1904, lors des travaux d'aménagement d'une ligne de chemin de fer vicinal, que des ouvriers virent apparaître un trou et découvrirent une grotte creusée par une rivière souterraine.  Cette cavité porte d'abord le nom de Grotte de Raimpaine, du nom du lieu-dit Rend-Peine. Elle est par la suite rebaptisée La Merveilleuse au vu de son esthétique.

## Description
La grotte comprend 850 mètres de galeries dont 650 mètres sont accessibles aux visiteurs.
Elle contient plusieurs salles comme la salle des « Glaciers », la « Grande salle » (ou salle des « Cascades ») et la salle du « Paradis », que l'on ne visite pas. Ces salles abritent de nombreuses stalactites, stalagmites et cascades de calcite.
Outre ces salles, la grotte comprend encore une rivière souterraine dont le niveau monte parfois de près de huit mètres.
En hiver, la « Grande salle » est habitée par une centaine de chauve-souris.
Dans la « Grande salle », on signalera une curiosité : une stalagmite et une stalactite qui ne se sont pas rejointes à cause d'un courant d'air venant de la salle du « Paradis ».

## Tourisme
La grotte se visite seul ou en groupe (environ 50 minutes) et est accessible à tous. Une petite balade au centre de la terre qui se termine par un effort physique puisqu'il faut gravir quelque 120 marches pour revoir la lumière du jour.
Depuis une dizaine d'années, en période d'Halloween, les « esprits de la grotte se réveillent et font trembler de peur les jeunes visiteurs ».  Il s'agit bien entendu d'un spectacle original où les lutins et les sorcières côtoient les badauds, mais aussi la véritable colonie de chauves-souris qui peuple toujours la grotte (coaching des comédiens par Philippe Derlet).

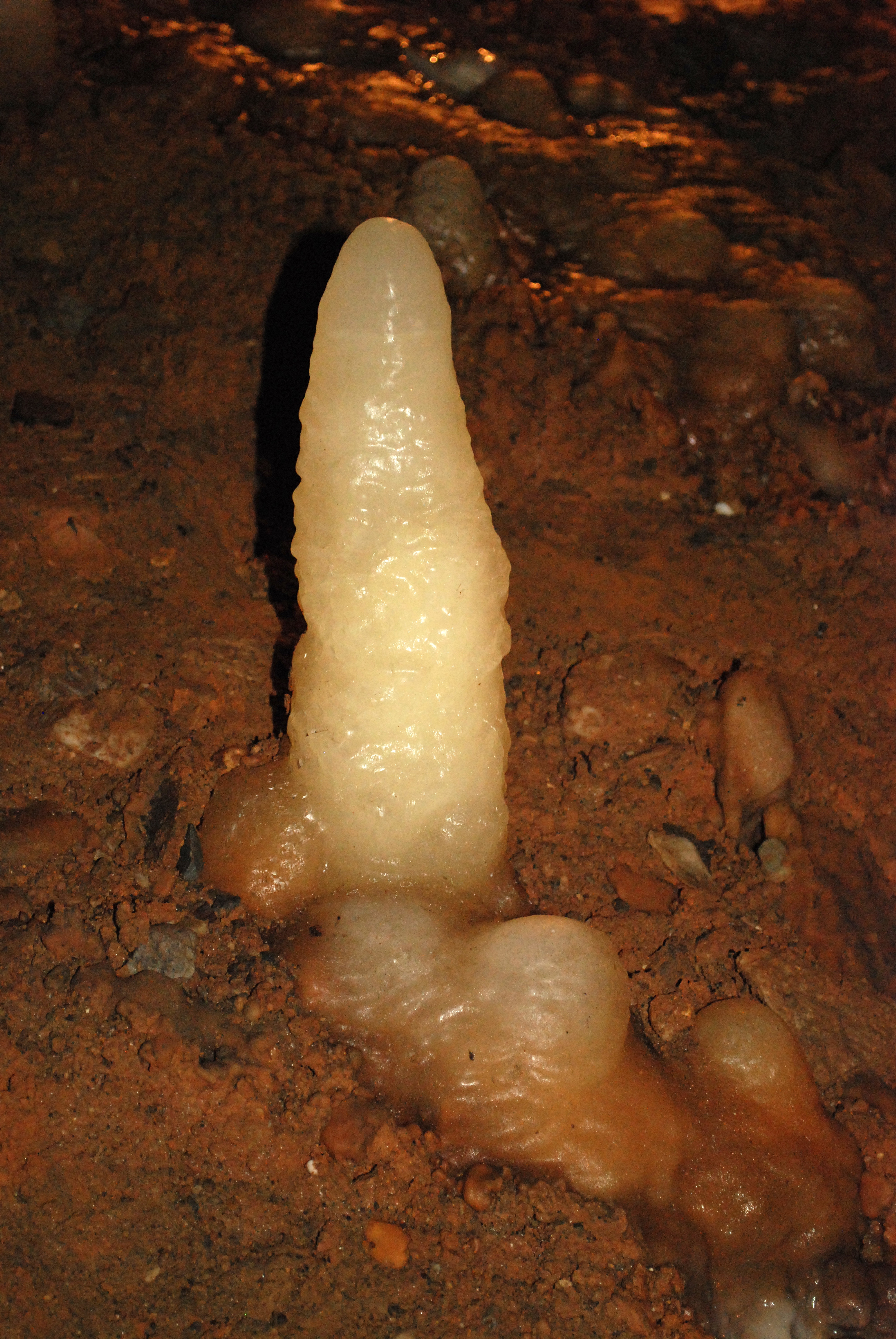
Stalagmite.
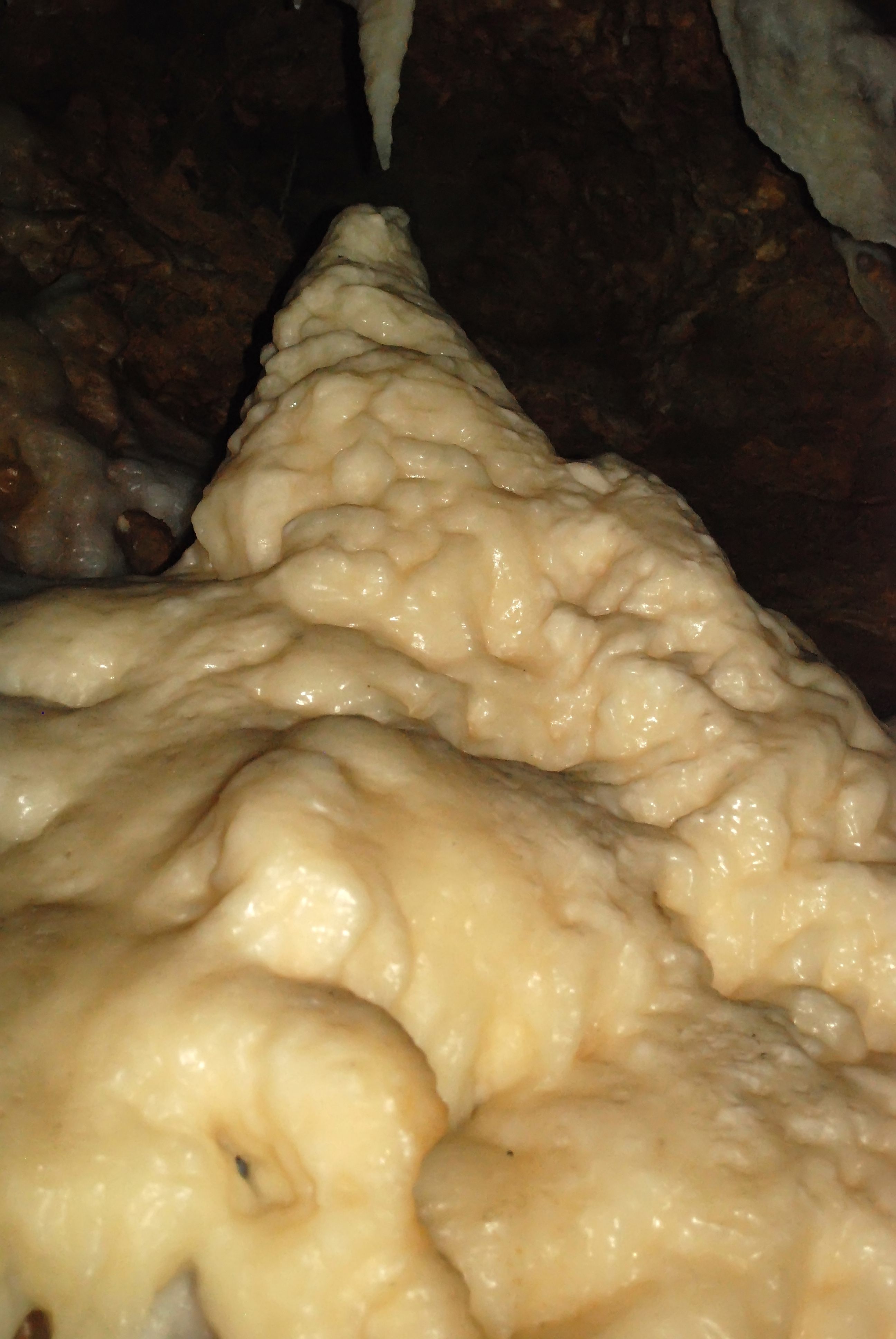
« Glacier ».
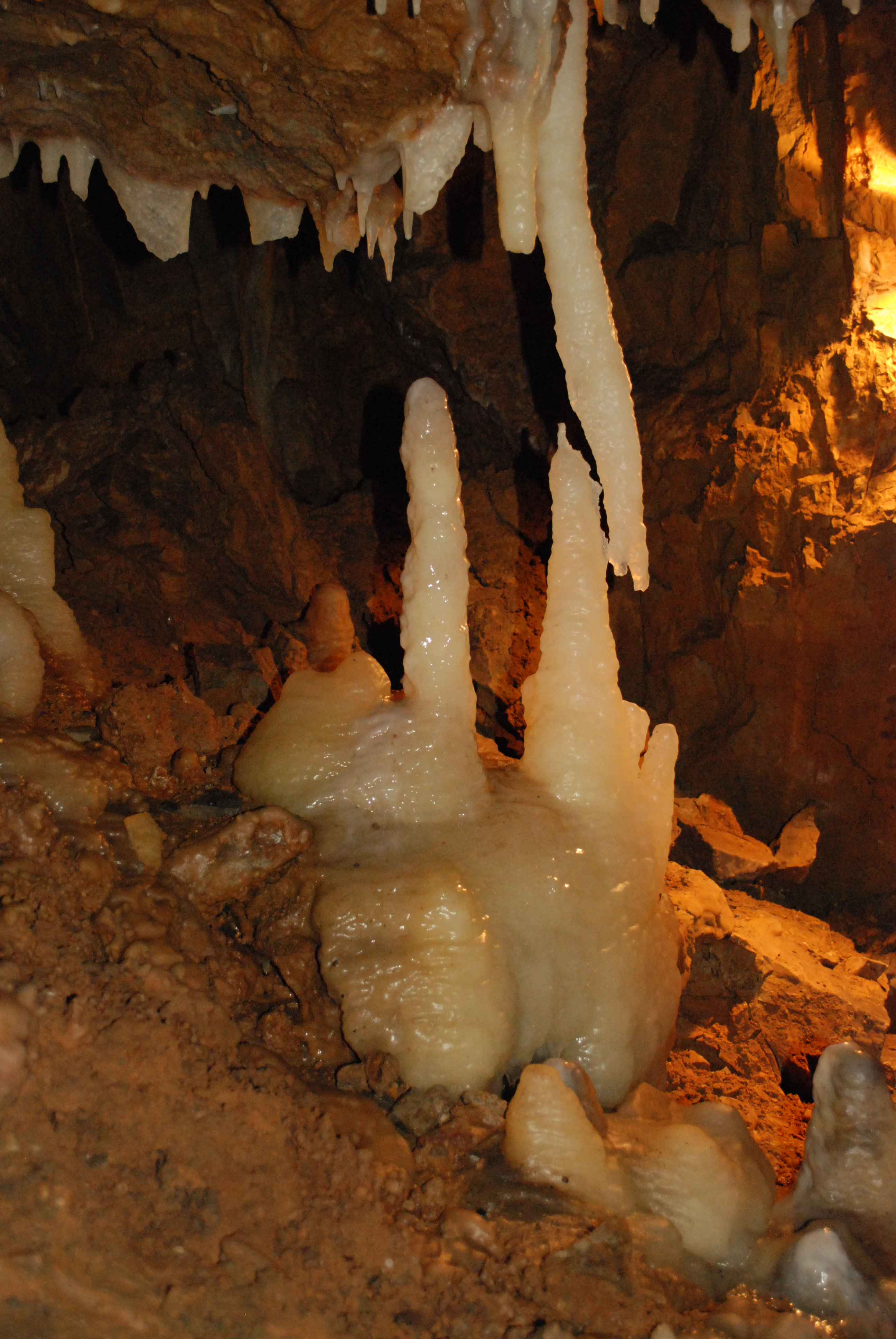
Stalactite déviée par un courant d'air.
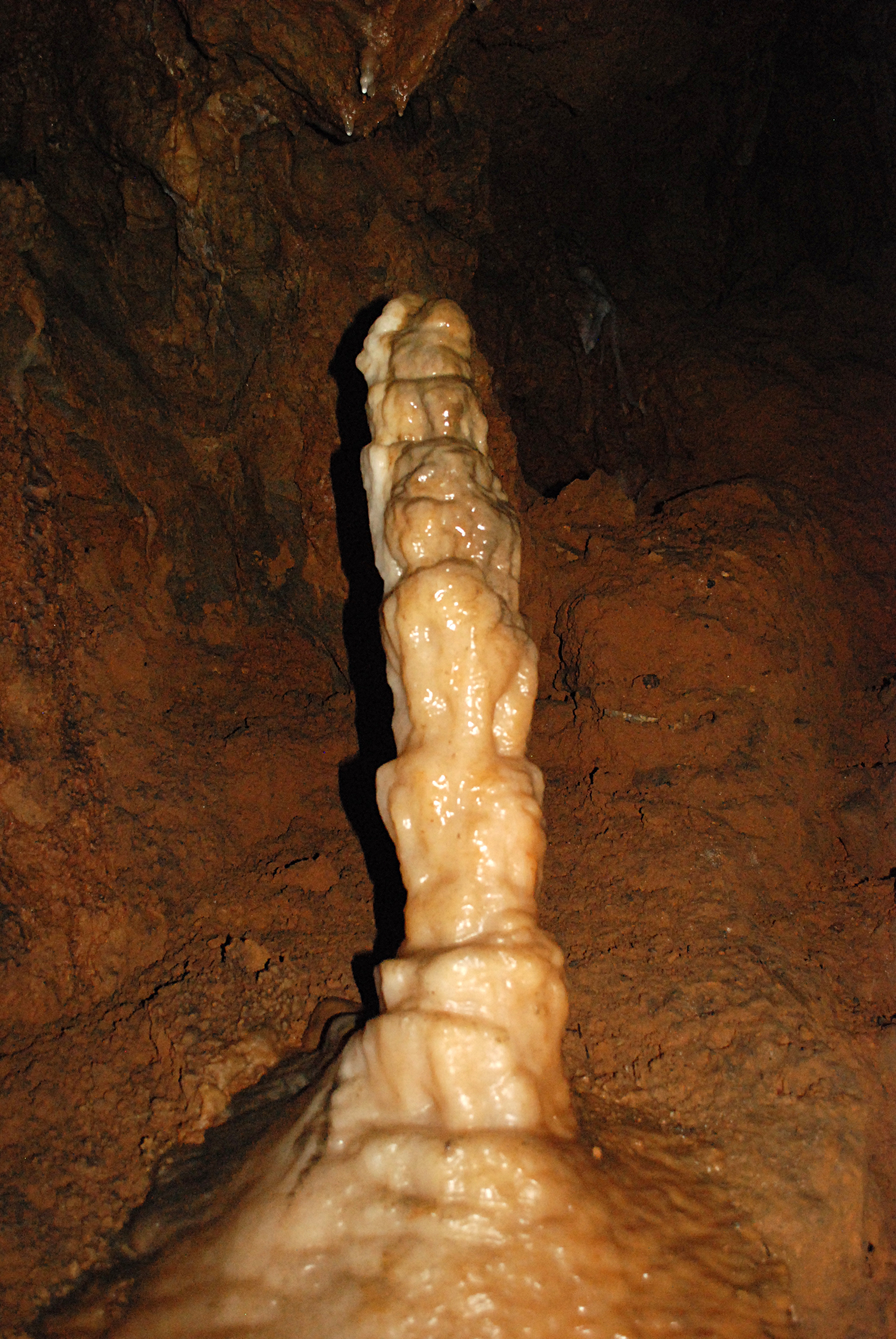
La « Tour de Pise ».